# 메크네스타필랄레트 지방

메크네스타필랄레트 지방

메크네스타필랄레트 지방(아랍어: مكناس تافيلالت, 프랑스어: Meknès-Tafilalet)은 모로코를 구성하던 16개 지방 가운데 하나로 모로코 중북부에 위치했다. 행정 중심지는 메크네스이며 면적은 79,210km2, 인구는 2,141,527명(2004년 기준)이다. 2개 현(메크네스알이스마일리야 현, 메크네스엘멘제 현)과 4개 주(엘하제브 주, 에라시디아 주, 이프란 주, 케니프라 주)를 관할했으며 알제리와 국경을 접했다. 2015년에 실시된 행정 구역 개편에 따라 폐지되었다.